# Dolocosa
Dolocosa is een geslacht van spinnen uit de familie wolfspinnen (Lycosidae).

## Soorten
De volgende soorten zijn bij het geslacht ingedeeld:
- Dolocosa dolosa (O. P.-Cambridge, 1873)